# Aomar
Aomar (em árabe: عمر) é uma cidade e comuna localizada na província de Bouira, Argélia. Segundo o censo de 2008, a população total da cidade era de 20 532 habitantes.